# Campo Hermoso
Campo Hermoso är en ort i Mexiko.   Den ligger i kommunen Maravatío och delstaten Michoacán de Ocampo, i den södra delen av landet, 140 km väster om huvudstaden Mexico City. Campo Hermoso ligger 2 059 meter över havet och antalet invånare är 759.
Terrängen runt Campo Hermoso är kuperad söderut, men norrut är den platt. Runt Campo Hermoso är det ganska tätbefolkat, med 111 invånare per kvadratkilometer. Närmaste större samhälle är Maravatío, 6,7 km nordväst om Campo Hermoso. I omgivningarna runt Campo Hermoso växer huvudsakligen savannskog.